# 森特什

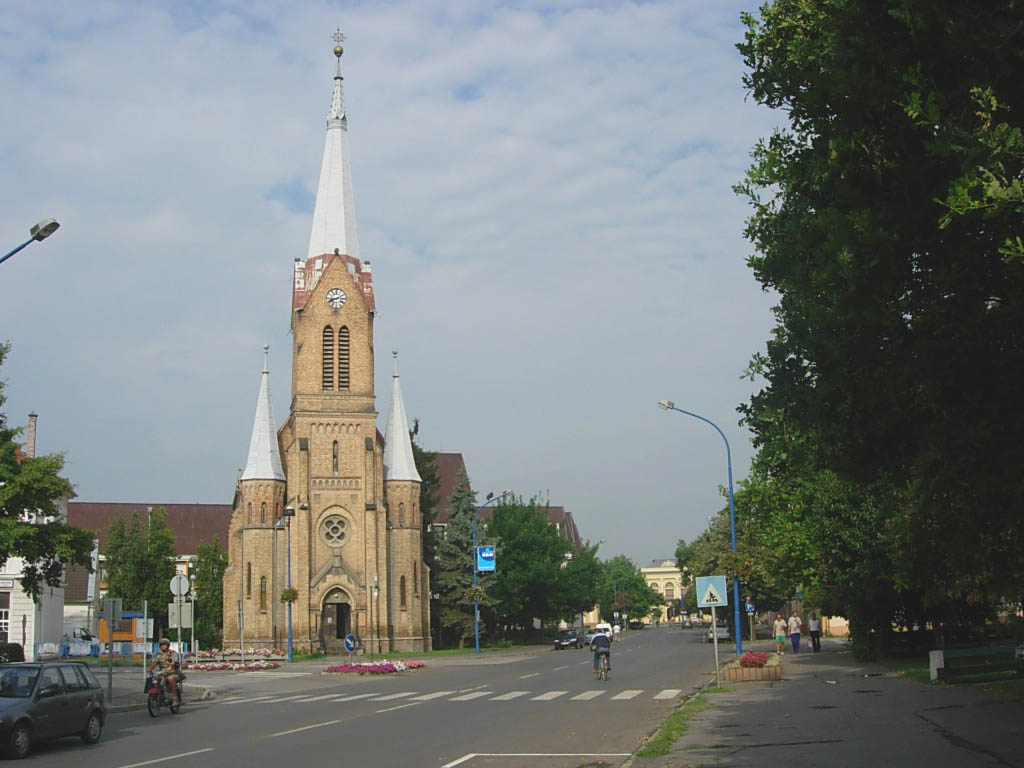

森特什（匈牙利語：Szentes，發音：[ˈsɛntɛʃ]）是匈牙利瓊格拉德州的城市，位於該國東南部匈牙利大平原南部，面積353.25平方公里，2011年28,780，其中約四成居民信奉天主教。

## 友好城市
- 塞爾維亞巴奇卡托波拉
- 西班牙布尼奥尔
- 羅馬尼亞敦布勒維察
- 以色列阿什克隆海岸
- 芬兰卡里納
- 德国马尔克格勒宁根
- 德国圣奥古斯丁
- 波蘭斯凱爾涅維采